# ميتشيل
خوسيه ميغيل غونزاليس مارتن ديل كامبو (بالإسبانية: Míchel)‏، المعروف بميتشيل، من مواليد 23 مارس 1963 في مدريد في إسبانيا، لاعب كرة قدم إسباني سابق ومدرب كرة قدم حالي في نادي القادسية السعودي.
بدأ مسيرته الكروية مع نادي ريال مدريد في عام 1981، ولعب معهم حتى عام 1996، وشارك معهم في 404 مباريات وسجل 97 هدف، وفي موسم 1996/1997 انتقل إلى نادي سيلايا المكسيكي، واعتزل معهم كرة القدم.
و قد لعب مع منتخب إسبانيا لكرة القدم بين عامي 1985 و1992، وقد شارك معهم في 66 مباراة دولية وسجل 21 هدف.
و قد درب في موسم 2005/2006 نادي رايو فاليكانو، وقد درب في موسم عام2006/2007 وهو يدرب نادي ريال مدريد ب ‘ في عام 2009 درب نادي خيتافي الأسباني. وفي عام 2016 وبعد سوء نتائج خواندي راموس تمت إقالته وتعيين ميتشيل مدربا نادي ملقا بعقد يمتد لموسمين

## مسيرته الكروية
لعب ميتشيل خلال مسيرته الاحترافية مع 3 أندية في سبعة عشر موسمًا وسجل خلالها 129 هدف ضمن 546 مباراة. حيث فاز في ثلاثة مواسم بالكأس وفي ستة مواسم بالدوري.
خاض ميتشيل مسيرته مع نادي ريال مدريد في موسم 1981–82 في المرة الأولى لمدة موسم واحد ثم في موسم 1984–85 ليلعب معه اثنا عشر موسمًا، مشاركًا طوالها في 404 مباراة سجل خلالها 95 هدفًا. ثم انتقل إلى نادي ريال مدريد كاستيا في موسم 1982–83 ولمدة موسمين، حيث شارك في 108 مباراة سجل خلالها 25 هدفًا. لينتقل بعدها إلى Atlético Celaya ‏ في موسم 1996–97 لمدة موسم واحد، مشاركًا في 34 مباراة سجل خلالها 9 أهداف.

## روابط خارجية
- ميتشل على موقع الاتحاد الدولي (مؤرشف)  (الإنجليزية)
- ميتشل على موقع الاتحاد الأوربي (الإنجليزية)
- ميتشل على موقع قاعدة بيانات كرة القدم.إي يو (الإنجليزية)
- ميتشل على موقع ناشيونال فوتبول تيمز (الإنجليزية)
- ميتشل على موقع Soccerbase.com (مدرب) (الإنجليزية)
- ميتشل على موقع عالم كرة القدم.نت (الإنجليزية)